# Avatar (musikalbum av Avatar)
Avatar är det tredje albumet av den svenska metalgruppen Avatar från Göteborg, utgivet i november 2009 av Gain Records. Albumet gick in på 36:e plats på Sverigetopplistans albumlista veckan den släpptes.

## Låtlista
1. Queen Of Blades
2. The Great Pretender
3. Shattered Wings
4. Reload
5. Out Of Our Minds
6. Deeper Down
7. Revolution Of Two
8. Roadkill
9. Pigfucker
10. Lullaby (Death All Over)

## Banduppsättning
- Johannes Eckerström - sång
- Jonas Jarlsby - gitarr
- Simon Andersson - gitarr
- Henrik Sandelin - bas
- John Alfredsson - trummor